# Mujer de Lindow
Mujer de Lindow es el nombre  dado a los restos semimomificados de una momia del pantano femenina, descubiertos en una turbera en Lindow Moss, cerca de Wilmslow en Cheshire, Inglaterra, el 13 de mayo de 1983 por cortadores de turba profesionales. Los restos eran un fragmento de cráneo, con cabello y tejidos blandos todavía adheridos, y fue datado durante el periodo romano. En 1984 se halló cerca otra momia esta completa aunque resultó seccionada por la máquina cortadora, el Hombre de Lindow, el cuerpo del pantano mejor conservado encontrado en Inglaterra.

## Descubrimiento
Los restos fueron hallados el 13 de mayo de 1983 por los cortadores de turba Andy Molde y Stephen Dooley. Primero notaron un elemento inusual en la cinta transportadora de la máquina cortadora de turba, el cual era similar en forma y tamaño a una pelota de fútbol. Cogieron el objeto para examinarlo más de cerca y al retirar los pedazos de turba incrustados, se dieron cuenta de que se trataba de una cabeza humana con restos parcialmente preservados de tejido blando, cerebro, un ojo y cabello.
La policía sospechó un delito, confiscó los restos e inició una investigación por asesinato. Desde hacía dos décadas, un lugareño de 57 años llamado Peter Reyn-Bardt, había estado bajo sospecha de asesinar a su mujer extranjera, Malika de Fernandez, y de enterrar su cuerpo.
Cuando fue interrogado al respecto, Reyn-Bardt supuso que el fragmento de cráneo procedía del cuerpo de su esposa, diciendo, "ha pasado tanto tiempo que pensé que nunca sería descubierto". Después, hizo una detallada confesión de cómo había matado a De Fernandez en junio de 1961, después de que ella al regresar a casa le encontrara con otro hombre, e intentara extorsionar a Reyn-Bardt a cambio de no revelar su homosexualidad (todavía un delito criminal bajo la ley británica de la época). Reyn-Bardt posteriormente descuartizó el cuerpo de Fernandez y enterró los pedazos en una zanja que se dirigía al pantano.
Reyn-Bardt fue juzgado en el tribunal Chester Crown Court en diciembre de 1983. Pero entonces, la datación por Carbono-14 del fragmento craneal había indicado una fecha de 1740 ± 80AP (c. 210-250 d. C.). Reyn-Bardt trató de revocar su confesión, pero aun así fue condenado por el asesinato de su mujer incluso aunque ningún rastro del propio cuerpo fue encontrado.
Hoy, solo se conservan los restos óseos del cráneo debido al manejo inapropiado como evidencia dado por la policía. Los restos del cráneo probablemente pertenecen a una mujer de 30 a 50 años. Sin embargo, estudios recientes parecen haber despertado algunas dudas sobre el verdadero sexo del individuo.